# 狂热节拍IIDX

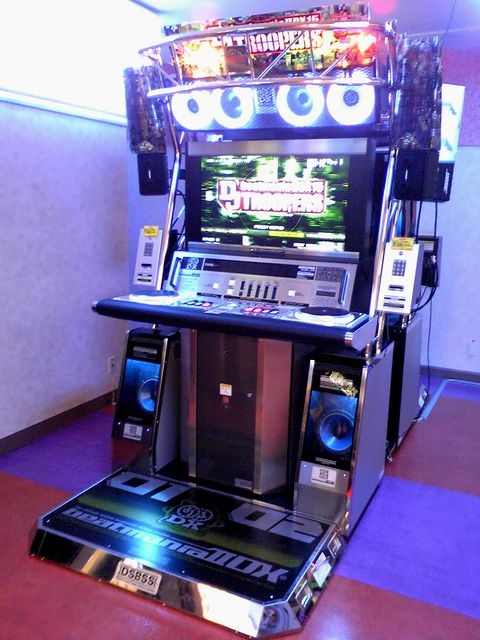
beatmania IIDX框体（37英寸液晶显示屏框体）

《beatmania IIDX》（中文一般译作“狂热节拍IIDX”台灣早期名稱是叫“節奏DJ IIDX”）是一款DJ模拟型的街机音乐游戏，由科乐美公司（现 KONAMI Amusement ）于1999年发布第一作。是《beatmania》的衍生作品。属于BEMANI系列。

## 系列概要
一般简称作“IIDX”、“弐寺（にでら）”。其中II表示beatmania的第二系列，DX则是英文单词deluxe的缩写，译为“豪华版”。其与beatmania最大的不同在于由5键增加到了7键（黑、白键各增加一个），将位于机台左方的1P玩家的转盘由过去的右手侧移到左手侧，并增加了许多效果设置。由于beatmania及beatmania III均已停止开发，目前所说的“beatmania”一般指的便是IIDX系列。
为了从beatmania系列的地下DJ风格中分化出去，IIDX以华丽悦耳的音乐作为特色，在中期收录了许多House和eurobeat风格的乐曲，近年收录了许多happy hardcore和Gabba之类的硬核techno音乐。

## 基本规则
除去操作设备的不同，基本上遵循beatmania。判定以及两种Gauge等也几乎相同，判定和Gauge增减相比较而言设定的比较温和（比如减少型的Gauge会依据GREAT的数量而回复，等等）。

### 普通 Note
有 Note 和 Scratch 两种，在 Note 到达判定线时按下对应的案件或旋转转盘。
根据按下时机的不同会得到不同的判定（闪烁的 Great （有时也称作 Perfect Great）、Great、Good、Bad和Poor），
其中 Bad 和 Poor 会造成 Combo Break。
同时 Groove Gauge 会相应的增减（依据模式的不同增加或减少的量也有所不同）。

### 特殊Note
Charge Note（CN）
SIRIUS登場。
从Note开始按住按键，直到终点放开按键。这样的Note会在开始和结束处计算判定。途中放开或在终点处未放开按键的话会算作Miss。
Backspin Scratch（BSS）
17 SIRIUS登場。
从Note开始一直旋转转盘，直到Note最后反向旋转转盘。（例如：在Note开始时一直顺时针旋转的话，到达Note结束时要逆时针旋转）。相当于转盘版的Charge Note。判定与Charge Note相同。
Hell Charge Note（HCN）
23 Copula登場。
在Charge Note的基础上颜色不同，同时会一直对Groove Gauge产生影响。
保持按住的情况下Groove Gauge会一直增加，但若放开的话Groove Gauge会一直减少。
若中间未能保持按住，再次按住的话Groove Gauge仍会一直增加（但是Combo会被重置）。
Backspin Scratch也会具有Hell Charge的效果。
Copula的部分曾经拥有CN谱面的歌曲，会出现将CN换为HCN的“(HCN ver.)”谱面。

Multi Spin Scratch（MSS）
29 CastHour登場。
由多段连续的BSS组成。玩家须在每段起始点将转盘朝相反方向转动。
若失误，则该段BSS将被视为miss，玩家可以在下一段开始时继续输入指令。

### Clear评价
虽然存在复数个评价基准，任何一个基准都是精度越高评价越高。
成功与失败
针对每一次游戏的每一首进行判定，基本上分为两种类型：达到规定值以上算作成功的“通常型”以及整条 Groove Gauge 均是红色或金色但残存量为0则失败的“减少型”。Gauge的数值永远是偶数。
从7th style开始（除9th style），如果连续出现50次无操作POOR则认为是放弃游戏，认定为失败，乐曲也会在中途结束。（在强制结束之前，IIDX RED～Lincle版本中Gauge数字会闪烁，tricoro后的版本会出现“RETIRE?”文字）。
分数
目前游戏内存在两种分数，分别是beatmania时代开始一直使用的总分20万点分数制，和JUST GREAT算2分，GREAT算1分、GOOD以下为0分的EX SCORE形式。SPADA开始，20万分的分数已经不再出现在结果画面中。EX SCORE 被使用在分数图表等各种情景中。
通关状况
使用e-Amusement时，在选曲画面或者数据管理页面可查看。包括是否通关，是否Full Combo以及各种选项下的通关等内容。
DJ LEVEL
6th style起加入的系统。根据获得的EX SCORE与满EX SCORE的比值将DJ LEVEL分为AAA,AA,A,B,C,D,E,F八个阶段。同通关情况一样，DJ LEVEL也可以在选曲画面或数据管理页面查看。
DJ POINT
衡量玩家游戏完成度的指标，以游戏过所有曲目的EX SCORE、DJ LEVEL以及通关情况（Full Combo～Failed）为基准，再综合曲目难度，计算出的每首曲目的最高分数即为玩家的DJ POINT。Single Play与Double Play分开计算DJ POINT。
忍者等级
从 SINOBUZ 开始加载的另一种衡量玩家游戏完成度的指标。将对应难度和版本（SINOBUZ）的谱面中获得 DJ POINT 进行排序，从高到低选取一定数量的 DJ POINT 进行加和得出忍者等级分数，达到相应的忍者等级分数可以获得相应的等级。达到某些等级还会解禁某些歌曲。

## 游戏模式

### 不同的支付方式
自SPADA起，使用硬币和 PASELI 时的游玩内容开始出现一些差别（仅限日本版机台，海外机台由于无法使用PASELI，依旧遵照以往的设定）：
使用硬币时：仅能选择STANDARD START
- STANDARD 模式下不会出现 EXTRA STAGE。
- STEP UP 的“玩过的乐曲”文件夹下只可选择 LEVEL 10 以下歌曲（某些特定条件下没有此限制）。

使用 PASELI 时：可以选择STANDARD START或PREMIUM START。选择PREMIUM START开始游戏可获得以下便利：
- 开始时获得 7 枚 Vdisks ，STANDARD 模式下可以在不同条件下可用。
- 可以使用 DJ VIP PASS，分为三种：

| DJ VIP PASS         | 效果 |
| ------------------- | --- |
| DJ VIP PASS GOLD    | 最少可以游玩三首                                                                                                |
| DJ VIP PASS PLATIUM | 最少可以游玩三首，并解除难度选择限制                                                                            |
| DJ VIP PASS BLACK   | 解除难度选择限制，可以多次选择相同的歌曲，FINAL STAGE后一定会出现 EXTRA STAGE 所持 Vdisks 达到 100 时可以发动。 |

- 可以游玩 EXTRA STAGE。
- 失败时可以使用 Vdisks 继续游戏。
- 可以使用前作结束运营时自己的成绩作为 PACE MARKER。
- 获得的游戏内货币变为 1.5 倍。

### SP/DP模式
SINGLE PLAY （SP模式）人数：1～2人
一个人控制一边的键盘与搓盘，也就是说使用7个按键和一个搓盘进行游戏的模式。
双人游玩时两人可以选择不同难度的谱面，段位認定模式下强制使用相同谱面。歌曲结束時基于EX分数判定胜负。
DOUBLE PLAY （DP模式） 人数：1人
1个人控制输入部分的全部、也就是14个按键与两个搓盘的模式。1 credit只能游玩FREE和段位认定模式，2 credits可以游玩全部模式。只是DOUBLE PLAY是为上级玩家准备的、所以以初心者为对象的STEP UP模式和BEGINNER譜面不存在。从 Lincle 开始 1 credit能选择全部模式。STANDARD之类的模式里，HARD计量槽也下调了减少速度。DP是为一人游玩准备的、2人或以上游玩是违反游戏规则的。

### 遁术系统 / 每日奖励
SINOBUZ 加入的新特性，根据每星期的日期不同，游戏的主题会发生变化，还会在游戏前后发动不同的特殊效果。
| 星期   | 遁术 | 效果                                            | 注释                                                                                   |
| 星期日 | 阳遁 | 免费使用 DJ VIP PASS PLATINUM 一次              | 在不使用PASELI时或不支持 PASELI 的机台上也能发动。                                     |
| 星期一 | 阴遁 | 免费使用 DJ VIP PASS BLACK 一次                 | 在不使用PASELI时或不支持 PASELI 的机台上也能发动。                                     |
| 星期二 | 火遁 | TIME HAZARD 模式发动                            | TIME HAZARD 即为限时版 HAZARD 模式。时间为8分钟。                                      |
| 星期三 | 水遁 | TIME FREE / TIME FREE PLUS 模式发动             | TIME FREE / TIME FREE PLUS 即为限时版 FREE / FREE PLUS 模式。时间分别为4分钟 / 6分钟。 |
| 星期四 | 木遁 | PREMIUM FREE模式增加一分钟                      |                                                                                        |
| 星期五 | 金遁 | 获得的 BUZZ 增加，倍率为1.24。                  |                                                                                        |
| 星期六 | 土遁 | 在 STEP UP 模式中追加无等级限制的“复习”曲目分类 |                                                                                        |

CANNON BALLERS 中变为每日奖励并进行了少许修改：
| 星期   | 效果                                            |
| 星期日 | 免费使用 DJ VIP PASS BLACK 一次                 |
| 星期一 | PREMIUM FREE 模式增加一分钟                     |
| 星期二 | TIME HAZARD 模式发动                            |
| 星期三 | TIME FREE / TIME FREE PLUS 模式发动             |
| 星期四 | TIME HELL 模式发动                              |
| 星期五 | 获得的 VDISK 增加 3 个，消耗量减少至 1 个       |
| 星期六 | 在 STEP UP 模式中追加无等级限制的“复习”曲目分类 |

### 游戏模式
TUTORIAL
血槽类型：通常型
仅在SINGLE PLAY中出现，针对第一次接触本游戏的玩家，概述游戏的游玩方法，教学结束后可游玩2曲。
一共有6段教程
Lincle起废止，但在第一次游玩时系统会提示是否进入教程。

BEGINNER
血槽类型：通常型
仅在SINGLE PLAY中出现，针对初学者，收录较简单谱面，即使失败也可继续游玩剩下的曲目。
10th style以前收录难度相当于等级1的NORMAL、HYPER谱面；IIDX RED以后则采用比NORMAL难度更简单的BEGINNER难度谱面（难度分类为“易”、“普”、“难”）。
Lincle起废止，但 Beginner 难度谱面仍保留。

STANDARD
血槽类型：通常型（开启HARD或EX HARD设置时则为减少型）
标准游戏模式。可任意选择曲目及谱面难度，以过关为目标，一旦失败即游戏结束（但1st Stage选择5级以下的曲目即使失败也可进入2nd Stage）。
通常3曲结束，但在使用 PASELI 支付且满足一定条件下可进入EXTRA STAGE及ONE MORE EXTRA STAGE（亦与店铺设置有关）。

EXPERT
血槽类型：减少型
选择与主题相关的course，依次游玩选定的4首曲目 （tricoro 之前为5首）。
期间血槽减至0则游戏结束，但在血槽30%以下时血槽的减少速度会减缓（通称：30%补正）
同一course有三种难度可选，计分采用EX分制。
tricoro 之前有专用的血槽机制。PENDUAL 起血槽的增减规则与段位认定模式相同。
tricoro 和 SPADA 未包含此模式。PENDUAL 开始会在游戏运营中期追加该模式，但Rootage 并未出现该模式。
| 组曲列表                           | 组曲列表 | 组曲列表 |
| ---------------------------------- | --- | --- |
| 组曲类别                           | 组曲类别 | 说明 |
|                                    | 组曲名 | 说明 |
| INTERNET RANKING 组曲              | INTERNET RANKING 组曲 | 定期收集玩家成绩并在官网公示排名的组曲。 |
| HIT CHART / MONTHLY HIT CHART 组曲 | HIT CHART / MONTHLY HIT CHART 组曲 | 根据选曲频次而选择并组合出的组曲。选曲频次收集的对象其一为全国范围内曲目选择次数，对应组曲分类“HIT CHART”，其二为全国范围内在一个月中曲目选择次数，对应组曲分类“MONTHLY HIT CHART”。每一组曲分类下均有BLACK（1~4位）、PLATINUM（5~8位）、GOLD（9~12位）、SILVER（13~16位）、BRONZE（17~20位）五个组曲（PENDUAL及之前为PLATINUM - BRONZE四组），共计10个组曲。含有未解禁曲目的组曲不会出现。 |
| 自制组曲                           | | |
|                                    | 店铺自制组曲 | 各机台可以自定义的组曲。某些店铺会向进店者募集组曲曲目。 |
| 玩家自制组曲                       | 玩家可在官网中自定义的组曲。可以输入组曲ID来添加组曲，自定义组曲与添加组曲以e-Amusement Pass为单位。此外，添加自己为对手的玩家可以选择自己自定义的组曲，以及在从所有玩家自定义的组曲中随机选择的组曲NETWORK RANDOM中也可以游玩到自己的自定义组曲。自定义组曲与添加组曲提供排名。 | |
| MY BEST 组曲                       | MY BEST 组曲 | 使用e-Amusement Pass时可以游玩的组曲，由玩家选择次数最多的四首曲目组成。开启了Pacemaker时还可以选择与使用的Pacemaker Label对应的MY BEST组曲。 |
| SECRET 组曲                        | SECRET 组曲 | 包含最开始在STANDARD等模式下无法进行游戏的隐藏曲目。各组曲各难度均有对应的进度条，每次进行组曲都会增加解锁进度。进度条满后，对应组曲难度的隐藏曲目就会出现在通常选曲画面中。PENDUAL中追加的组曲。 |
| RANDOM 组曲                        | RANDOM 组曲 | 从已解锁的曲目中随机选取4首。PENDUAL中追加。 |
|                                    | RANDOM ALL 组曲 | 全曲随机。 |
| RANDOM NEW SONG 组曲               | 本版本新增曲目随机。 | |
| RANDOM LEGGENDARIA 组曲            | LEGGENDARIA乐曲随机。DJ VIP PASS限定组曲。 | |
| CLASSIC CLASS 组曲                 | CLASSIC CLASS 组曲 | SINOBUZ 追加，收录以前版本的段位认定用曲。 |

段位認定
血槽类型：减少型 
7th style开始出现的模式，用于检测自己的游戏水平。等级从低到高依次为“七级~一级·初段~十段・中伝（Copula 起出现）・皆伝（DISTORTED起出现，玩家需取得十段段位（Copula 后需取得中传段位））后方可选择）”。等级越高则难度越大。
游玩各自规定的4曲（Coupla 之前的DP为3曲）course，不能使用会导致谱面发生变化的STYLE类、ASSIST类、FLIP类（限DP）设置，以及对血槽增减发生变化的GAUGE类设置。
与EXPERT同样有30%补正。 
所取得的最高段位会在玩家资料中显示出来。
GOLD起依照取得的段位不同，在STANDARD模式中的各stage选曲难度上限会发生变化。
Lincle起出现难度更高的EX 段位模式（减少量处于通常段位Gauge和Hard gauge之间，并且不存在30%补正）。
PENDUAL未来版本中进行段位模式时，谱面会自动添加MIRROR（DP为FLIP+两侧MIRROR）模式。现代版则为正规谱面。
Copula中、MIRROR 段位，EX 段位成为正式的选项，可以通过 VEFX 按键进行切换。
HEROIC VERSE`(LIGHTING MODEL筐体限定)中追加了永世段位。玩家需要连续完成同一段位5次（谱面类型为“正规”→“MIRROR”→“正规”→“MIRROR”→“正规”）。挑战过程中的最低达成率会成为下一次挑战时血槽的最大值。合格后个人资料页面的段位会有动态发光效果。
FREE
血槽类型：通常型（开启HARD或EX HARD设置时则为减少型）
基本上同STANDARD模式，可任意选择曲目及谱面难度，无论过关与否都能玩到两曲，相较STANDARD不受选曲难度的限制且可以重复选曲，适合练习用。 
Lincle起，若是两人游戏可选择保证玩到3曲的FREE PLUS模式。 
家用版则无 stage 概念，游玩曲目数量无限制。
SINOBUZ 出现了定时开启的 TIME FREE 模式 （4分钟，双人游戏时为6分钟）。

HAZARD
血槽类型：减少型（Combo中断的瞬间即FAILED） 
EMPRESS起出现的模式。在选择FREE模式画面下，同时按下所有黑键出现（再次同时按下所有黑键则变回FREE模式）。与FREE模式一样不受选曲难度限制。
演奏中一旦Combo中断则STAGE FAILED，因此是要求必须取得FULL COMBO的高手向模式。无论过关与否都能玩到4曲。
SINOBUZ 出现了定时开启的 TIME HAZARD 模式 （8分钟）。

STEP UP
血槽类型：通常型（开启HARD或EX HARD设置时则为减少型）
Lincle起出现的模式。初次游玩时会依据段位决定最初课题曲的难度，之后完成系统所给定的课题曲或是“复习”在该模式中游玩过的曲目。若课题曲通过，则下一课题曲的难度将有所上升，反之则会下降。完成一定数量的课题曲还可以获得奖励。
面向初学者的BEGINNER谱面亦收录其中。无论过关与否都能玩到3曲并且可重复选曲。
TIME HELL
血槽类型：减少型（不会回复）
CANNON BALLERS 追加的模式。只能使用减少型的 GROOVE GAUGE 且不会回复，每周四开启（替换 HAZARD 模式），限时8分钟。
PREMIUM FREE （限于支持 PASELI 的店铺）
血槽类型：通常型（开启HARD或EX HARD设置时则为减少型）
Resort Anthem 开始追加的模式，使用 KONAMI 的电子金钱 PASELI 支付，在限制时间内可以自由选曲游玩。
选取歌曲后, 在游玩中限制时间结束的时候, 选择的歌曲或可以玩到结束。

## 谱面及其难度等级

### 基本的谱面类型
为演奏的歌曲提供难度不同的谱面, 主要分为Beginner（于 IIDX RED 加入），Normal, Hyper, Another, LEGGENDARIA（于 HEROIC VERSE 加入）五种谱面, 颜色分别为绿，蓝， 黄， 红， 紫。
Beginner 谱面 Lincle 后在STEP UP中出现（Copula开始也在Standard/Free模式中出现，但是不会保存任何游玩记录。HEROIC VERSE开始游玩记录会被保存）。有易・普・难三级的设定。从Copula开始难度以绿色1、2、3数字来表示。

### 特殊的黑 ANOTHER 难度
在PS2版DJ TROOPERS中出场的，难度位于ANOTHER之上的谱面类型。通关对应曲的ANOTHER难度，并在段位认定模式中进行游戏，就可在FREE模式中游玩这个曲目的黒ANOTHER难度。难度的样式为只剩黑色的“ANOTHER”文字。街机版从 SPADA 开始在“LEGGENDARIA”分类中收录了与黑 ANOTHER难度相当的谱面。
除此以外，在家用版游戏中还存在特殊的谱面。

### 谱面难度范围
各乐谱的难度以数值来表现、数值越高谱面越难。谱面难易度的阶段随着谱面难易度的上限提高而进行了多次的修改：5段标准（初代）→7段标准（2nd style）→7段标准（5th style）→7+1段标准（6th style）→8段标准（10th style）→8+1段标准（IIDX RED）→12段标准（HAPPY SKY）。从HAPPY SKY起，对ANOTHER谱面的难度设定选用了和HYPER一样的方法。

### CLEAR RATE / FULL COMBO RATE
街机版出现的统计数据，计算方法为使用e-AMUSEMENT进行的全部游戏的总计过关率。FULL COMBO RATE为HAZARD模式的CLEAR RATE。从 SINOBUZ 开始 FULL COMBO RATE 也在 Standard 模式中显示。

## 选项
在选曲画面等特殊的画面上按住START，同时按键盘或转盘可以修改设定。
从tricoro开始，游戏选项整体有一定幅度的整理与修改，操作方法以及对应的按键相比前作有较大变化。同时默认的选项调整界面只保留四个辅助选项 （EASY（Copula 以后为 ASSIST EASY），5KEYS，AUTO-SCRATCH 和 LEGACY NOTE），按下 Effect 或 VEFX 键可以切换。

### STYLE选项
RANDOM
转盘之外的所有Notes以键盘轨道为单位随机配置。
S-RANDOM
转盘之外的所有Notes随机配置。
R-RANDOM
在PENDUAL中追加的选项，转盘之外，以键盘轨道为单位，生成相比正规或镜面谱面依次位移一个单位的谱面。
MIRROR
17、26、35轨道互换，4轨道和转盘不变。
SYNCHRONIZE RANDOM（只有DP或者BATTLE有效时才能使用）
左右两侧的随机谱面保持相同。
SYMMETRY RANDOM（只有DP或者BATTLE有效时才能使用）
左右两侧的随机铺面保持对称。

### FLIP选项（限于 DOUBLE PLAY）
FLIP（DP）
Double Play时，交换左右的谱面。同时开启STYLE或ASSIST时，对应选项在交换之后生效。

### GAUGE选项
在不使用任何Gauge选项进行游戏时，通关指示灯与谱面难度对应。（NORMAL→青色、HYPER→黄色、ANOTHER→红色。HEROIC VERSE起统一为青色）成功的话则亮起，不成功则闪烁。
ASSISTED EASY
Copula加入。Gauge的减少增加率和 EASY 相同，但成功条件变成了60%。使用后Clear等同与ASSIST CLEAR，但Full Combo算做FULL COMBO CLEAR。
EASY
Gauge的减少量是普通状态下的80%。在EXPERT模式中，Gauge变得不容易减少，并且容易回复。使用此选项Clear之后算作EASY CLEAR，通关指示灯为绿色。
在PENDUAL的EXPERT模式中无法使用此选项。
在早期的家庭版作品中，此功能并非选项而是作为游戏难度设定而出现。第一次作为选项出现则是在6th style。
HARD
减少的幅度比较大的红色减少型Gauge。当Gauge变为0%时游戏即结束。但是跟普通以及EASY不同，只要能保证不减少到0%而演奏到最后即当作Clear，对部分曲子来说反而容易通关。另外，当Gauge降到30%以下时，会有30%补正。在EXPERT模式中，相比普通Gauge更加容易减少，并且不容易回复（30%补正不影响回复速度）。在此选项之下Clear之后算作HARD CLEAR，通关指示灯为白色。在DOUBLE PLAY时相比与SINGLE PLAY时Gauge的减少速度稍有缓和（但EXPERT除外）。
EX HARD
减少幅度非常之大的减少型Gauge。（Gauge条会闪烁）虽然回复量跟HARD相同，但减少量是HARD的2倍，并且没有30%补正。跟HARD同样，只要能够维持0%以上到乐曲结束，即算作成功。使用次选项Clear之后获得EX HARD CLEAR，通关指示灯黄红交替闪烁。

### RANGE选项
SUDDEN+
在谱面表示区域的上部表示挡板。因为挡板的位置可以套正，多被当作跟HI-SPEED同样的调整视野的一种方法。在这个选项出现之前，有玩家用毛巾或者纸巾挡住上部调整视野，制作组由此受到启发而添加了这个选项。为此，在挡板的自定义外观中也存在毛巾造型。
HIDDEN+
在谱面表示区域的下部表示挡板。在演奏前或演奏过程中只要按住START键同时旋转转盘即可随意调整挡板的位置。快速按两次START按键则可以开启或关闭挡板。极少数情况下用来补正屏幕延迟。
SUD+ & HID+（HIDDEN+ + SUDDEN+）
可以同时表示上下挡板。跟单独选项相同，可以调整视野，亦可以完全遮住轨道。
LIFT
可以让判定线高于默认位置。按住START键后旋转转盘即可调整。主要用来让判定线跟自己的视野保持一致。可以跟SUDDEN+同时使用。

### ASSIST选项
使用任意一个ASSIST选项Clear之后获得ASSIST CLEAR，指示灯变为紫色。（DistorteD 以前和 EASY CLEAR 颜色相同）。在PS2版本中，使用ASSIST时无法保存任何信息
AUTO-SCRATCH
转盘自动化。转盘区域的Notes变成绿色，不计算分数。跟5KEYS选项不同，转盘区域可见并且操作后会发出对应的声音。就算歌曲中没有转盘Notes，使用此选项后依然算作ASSIST CLEAR
LEGACY NOTE
关闭CN和BSS。对应的Notes变成开始时间点的单个Notes。跟AUTO-SCRATCH或5KEYS不同，若歌曲中没有CN或BSS则不算ASSIST CLEAR
FULL ASSIST
同时开启 AUTO-SCRATCH 和 LEGACY。

以下两个选项只出现在 PC 版 INFINITAS 中:
KEY ASSIST
开启后超过三个的同时按会减少到两个，会自动开启LEGACY NOTE辅助。
ANY KEY
开启后Note到达判定线时按任何键都可以响应，会自动开启LEGACY NOTE辅助。
HI-SPEED
加快谱面的下落速度。根据HI-SPEED的速度Notes的间隔也会等倍率变大，因此按键的时机不会变化，歌曲的速度亦不会变化。
等速度下落时经常因为速度太慢而看不清楚，使用这个选项实际上已经成为的游戏内标准配置之一。共有 10 级，按住 START 键后每按一次黑键增加一格速度，白键则降低速度。

Floating HI-Speed
tricoro中添加的选项。可以在0.50 - 10.00的范围内以0.01为间隔自由调整谱面下落速度。在演奏界面中按START+EFFECT可以开启此模式。在不使用RANGE选项时通过转盘来调整速度，开启RANGE+Floating HI-Speed的时候谱面显示时间（绿数字）保持不变，系统会自动以该歌曲所占时间最长的BPM调整速度。
数字面板选项
BATTLE
Double Play时可用。两侧均变成Single Play时的谱面。按数字面板上的1键可以开启此模式。Lincle之前以BATTLE选项的形式独立存在。在使用这个选项时不能记录分数和通关状态。
H-RAN（H-RANDOM）
家用版的10th style开始，街机版则是DJ TROOPERS以后部分版本里添加。在同时开启S-RANDOM的情况下保证不会出现16分以上的高密度纵连。在使用这个选项时不能记录分数和通关状态。按10按键当中的2键可以开启。
EXPAND-JUDGE
PENDUAL里追加的选项。JUST GREAT、GREAT的判定范围变成原来的4倍。使用此选项时不能保存分数和通关状况。按10按键中的3键可以开启。但无法在段位认定模式以及HAZARD模式中使用。
SUB TARGET
HEROIC VERSE中追加。若当前选择的参照图表没有资料，将以该设定的对象为参照图表。
M-RAN
HEROIC VERSE中追加。只在2人游戏时可用，当双方都使用RANDOM选项并开启本设定时，双方的轨道配置在随机排列后再进行镜像排列。

### PACE MARKER
用来在游戏中比较成绩的标尺，有不同的类型（自己的最好成绩，RIVAL，区域平均/最高成绩，同段位平均/最高成绩，DJ LEVEL ，达成率等）。Single Play 时于游戏选项中旋转转盘可以选择（Beginner 难度除外）。

### 按下 Effect 按钮可以调整的选项
成绩差表示
开启后会在轨道旁显示现在成绩和 PACE MARKER 成绩的差距，有三个位置可以选择（判定线旁，高于判定线和判定文字上）。双人游玩时会显示和另一侧玩家的分数差。
当前成绩高于或等于 PACE MARKER 时为白色，低于时为红色。SINOBUZ 开始可以将低于时也设置成白色。
判定偏差显示
SIRIUS追加，开启后出现 JUST GREAT 以外的判定时会根据早或晚显示 「FAST」（蓝色）或 「SLOW」（红色）的提示文字，也有三个位置可以选择。
JUDGE
开启时会在动画的左下角显示各个判定和 COMBO BREAK 的数量，DOUBLE PLAY 时会显示在两侧并分别计算。
判定偏移調整
可以调整判定相对屏幕的偏移，家用机版 HAPPY SKY 中加入，调整单位为1。EMPRESS的调整单位改为0.1。街机版于 tricoro 加入，调整刻度为0.1。HEROIC VERSE起的调整单位改为0.05。

### 相关系统
My Favorite
最早出现于家庭用9th style，街机版 SPADA 加入，Rootage 时移除。在游戏结果画面按下数字 1 键可以加入，会在歌曲选择列表出现单独的文件夹。
SP/DP 切换
SPADA 加入，在歌曲选择画面按下数字 3 键可以切换，但是不会切换 RIVAL 列表。（HEROIC VERSE起可切换RIVAL列表）

## 历代版本

### 街机作品
- beatmaniaIIDX (1999年2月26日开始运营)[5]

口号为
使用的显示器为40英寸的东芝背投电视（40Z1P），筐体内部使用被称为Twinkle 的基于PlayStation的基板，画面中央的影像(BGA)不是由基板生成的，而是来自于一个DVD播放器输出的影像。这个规格的筐体一直沿用到5th Style。
使用VEFX按键，可以切换不同的声音效果，到substream为止和beatmania一样有跳舞小人， 后续作品中本作被称为「1st style」
- beatmaniaIIDX substream (1999年7月27日开始运营)[6]

口号为「The next respect」
改动较小，substream和2nd style有与Dance Dance Revolution联动的功能
- beatmaniaIIDX 2nd style (1999年9月30日开始运营)[7]

口号为
本作开始，选项中增加了「HI-SPEED」
- beatmaniaIIDX 3rd style (2000年2月25日开始运营)[8]

口号为「WELCOME TO THE CYBER-beat-NATION」
作为现在的NORMAL原型的LIGHT7（14）登场，删除了许多版权曲和初代的原创曲。选项增加了「SUDDEN」
- beatmaniaIIDX 4th style (2000年9月28日开始运营)[9]

口号为「TRIP THE DEEP」
复活了之前删除的曲目，选项增加了｢EASY｣，EXPERT模式中，筐体选曲率排行榜组曲登场。
- beatmaniaIIDX 5th style (2001年3月27日开始运营)[10]

口号为「IIDX OF THE NEW CENTURY」
HI-SPEED变成了三档调节。选项中增加了「AUTO-SCRATCH」。
- beatmaniaIIDX 6th style (2001年9月28日开始运营)[11]

口号为「从」
选项中增加「HARD」，在硬件方面，在屏幕中间的视频源由CD改为DVD视频光盘，在末期由于DVD播放机长期运作而故障频繁，有时候画面就变成提供商日本Victor公司的logo了。
- beatmaniaIIDX 7th style (2002年3月27日开始运营)[12]

口号为「JEWEL SHOWER」
游戏模式增加了「段位認定」。5KEYS模式变成一个选项。
- beatmaniaIIDX 8th style (2002年9月27日开始运营)[13]

口号为「Break the Future!」
此时原装的40英寸背投电视因为长期运作而故障频繁，又因为供应商的零部件供应枯竭，部分机厅为筐体更换了36英寸的CRT电视或者是42寸的液晶/等离子电视。当时40英寸是主流， 36英寸的话因为有感觉太小而玩得不爽的玩家所以评价不佳。另外，液晶面板与等离子面板存在着令人困扰的延迟问题。
- beatmaniaIIDX 9th style (2003年6月25日开始运营)[14]

本作开始支持e-AMUSEMENT。使用磁卡在线记录玩家的游戏数据。从此以后，更新解禁活动可以在线完成（直到10th style为止也准备了离线用的版本）。
筐体的规格也大幅改变了，除了显示器改为了东芝36英寸宽屏的CRT显示器之外，基板也从Twinkle变为了搭载WindowsXP系统（嵌入式版本WindowsXP Embedded）的PC基板，软件载体为硬盘。
出于这些硬件的变化，按键响应的偏差、判定延迟（包括没有反应）、音量不平衡和音质降低的问题发生。随着对e-AMUSEMENT的支持，筐体左右两侧的扬声器下方设置了磁卡读取器，並取消VEFX按鍵，也更新了筐体脚下站台的设计。此9th style在运营时变更设计的筐体几乎没有铺货，直到10th style推出以后铺货才多了起来，此后从初代1st style到8th style的筐体一般被称为初代筐体，本作以后发售的筐体一般被称为10th筐体。
- beatmaniaIIDX 10th style  (2004年2月18日开始运营)[15]

口号为
与8th以前不一样形式的VEFX按鍵被再度装到了筐体上，游戏中增加了一个DJ POINT系统，难度等级从7级（实际上是8级）正式地变为了8级的表示方法（此前最高的等级7+（发光的7级）变为现在的8级）
- beatmaniaIIDX 11 IIDX RED (2004年10月28日开始运营)[16]

口号为
本作开始作品的副标题形式发生变化，表示系列代数的数字后面连着的是本作的主题。游戏中的皮肤等元素统一照应着这个主题。本作的话是红色为基调的设计，此作品以后发售的筐体脚下的站台版本有对应版本的颜色（本作是红色）。
增加了通过e-AMUSEMENT在游戏中与其他玩家的分数比较的「分数图表」机能。自从9th开始的延迟问题消除到了感觉不到的程度。难度等级表示从8级开始，实际上变成了9级（比起以前，最高级的8级被8+（闪光的8级）取代）
开启HARD时，段位認定・EXPERT模式计量槽增加30%的修正。HARD CLEAR也第一次出现。HI-SPEED变为4档调节，本作修正了从9th以来的按键响应的偏差问题，也有一些歌曲中的某些地方没有解决。
- beatmaniaIIDX 12 HAPPY SKY (2005年7月13日开始运营)[17]

口号为「Just Got Splash Beats!」
以蓝色为基调，有着清凉感的设计。谱面名称变为NORMAL、HYPER、ANOTHER。选项增加了面向核心玩家的+模式（SUDDEN+和HIDDEN+）。难度等级表示从8级（实际上9级）变为12级的表示方法，ANOTHER谱面也付有了难度等级表示。本作的全部新曲搭载了专用的电影或者动画。本作发售的筐体站台为蓝色（和9th/10th一样）。HI-SPEED变成0.5为单位，增加4.5与5.0档。
- beatmaniaIIDX 13 DistorteD (2006年3月15日开始运营)[18]

口号为
以黑色与黄色为基调，具有沉重感的设计。随着玩家信息卡片从磁卡换成IC卡（e-AMUSEMENT PASS），读卡器也变成了IC卡读卡器（外观没有变化）。本作之后的筐体重新设计了站台。
最初的特殊目录CARDINAL GATE出现。段位認定模式中「十段」以上的「皆伝」登场（但是能挑战这个段位的只有「十段」合格者）。
- beatmaniaIIDX 14 GOLD (2007年2月21日开始运营)[19]

口号为「Are You Ready Come on! It's Party Time!」
以金色为基调，有着辉煌感觉的设计。为了应对内部系统老旧化而引起的性能下降，装配更加高性能的游戏系统的筐体开始生产（还是PC基板）。新旧筐体更替产生的按键反应的差异，通过对游戏系统进行更新来矫正。本作输入机器从USB1.0变为了USB2.0。这个新筐体通常被称为GOLD筐体。
- beatmaniaIIDX 15 DJ TROOPERS (2007年12月19日开始运营)[20]

口号为「「撃鉄(トリガー)」は引かない。「戦律」を打て。」
以迷彩色作为基调，具有进攻感觉的设计。从这个版本开始，STANDARD模式的难易度等级条（★数表示的东西）废止，变成只有难易度的数字。游戏模式增加了「TUTORIAL」（教程）。因为CRT显示器的采购运送比较困难，此作品以后发售的筐体显示器变为37英寸液晶显示器。但是就算是原装的显示器也会有显示延迟，考虑到显示延迟，增加了调整判定时机的DISPLAY TYPE。这个筐体被称为DJT筐体（DJ TROOPERS的略称）。
- beatmaniaIIDX 16 EMPRESS (2008年11月19日开始运营)[21]

口号为
以明亮的粉色为基调，有着华丽感觉的设计。游戏模式增加「HAZARD」。此作的搓盘形状改变，从过去的平整的表面变为带有网格的凹凸表面，这样转起来比较省力。关于搓盘，与以前的平整的旧搓盘相对的，称呼本作及以后的有凹凸的新搓盘为EMP皿（EMPRESS的略称）或者姫皿（姫：EMPRESS的愛称）。还有，本作以后发售的筐体站台从DistorteD以来的黄色变为粉色，开场动画被废除了。
- beatmaniaIIDX 17 SIRIUS (2009年10月21日开始运营)[22]

口号为
以银色作为基调，具有金属质感的设计。游戏模式增加「PARTY」和「LEAGUE」。音符种类增加「长条音符」和「回转搓盘」。运营中的2010年3月8日开始，与jubeat联动，满足一定条件可以玩一些jubeat的收录曲。
- beatmaniaIIDX 18 Resort Anthem (2010年9月15日开始运营)[23]

口号为「Blaze through the resort party!」
以橙色为基调，具有热带风情的设计。支持新的KONAMI电子钱包服务“PASELI”。 游戏模式中增加PASELI专用的「PREMIUM FREE」。另外在运营途中，追加了「STORY」模式。自GOLD以来的新筐体与DJ TROOPERS以来的筐体不同点被发表：侧面扬声器从以往的BOSE扬声器变成BOSE高品质扬声器。
与2011年3月11日开始举行的APPEND FESTIVAL （页面存档备份，存于）的jubeat knit一起，还有7月14日开始举行的新的BEMANI联动服务『Lincle Link （页面存档备份，存于）』第1弹基础上的REFLEC BEAT，有各种各样的联动曲目解禁，本作中被发现有很多影响游戏进行的漏洞。
- beatmaniallDX 19 Lincle (2011年9月15日开始运营)[24]

口号为
以浅蓝色为基调，具有未来感的设计。选项增加了「EX-HARD」，游戏模式增加了「FREE PLUS」和「STEP-UP MODE」。还有搭载了「HELP BUTTON」和「MUSIC PREVIEW」的新机能，ED和得分排名被废止。
和Resort Anthem一样，采用了已发表的"Quiz Magic Academy"和"Pop'n Music"新筐体中采用的非接触式读卡器（Felica）
虽然10th以后出现的按键反应的问题在GOLD解决了，不过搓盘的灵敏度问题也是直到本作才被解决。正如标题的「Lincle」一样，与jubeat copious和REFLEC BEAT limelight一起，从前作继承下来的联动计划Lincle Link继续实行。
- beatmaniallDX 20 tricoro(2012年9月19日开始运营)[25]

口号为「輪音転奏(Next Link Various Tunes Change The World [TRI] For The Future !!!)。」
印象色彩为红黄蓝三原色，新购入筐体的店铺从9月19日开始，其他的店铺从9月25日开始运营。使用了与TROOPERS以来不同的新制的液晶显示屏和站台，支持HD分辨率（720p），新的显示器以及以往的液晶显示器显示为HD分辨率（CRT显示器的筐体不支持HD分辨率，使用以往的分辨率）。另外，新筐体的读卡器变成了嵌入筐体中的样子。
增加奖牌系统。游戏中满足一定条件条件后可以取得奖牌。奖牌有金银铜三种。
增加了“今日推荐”系统。在一次游戏中完成推荐的三首曲目可以获得DELLAR。
- beatmaniallDX 21 SPADA（2013年11月13日开始运营）[26]

口号为「鍵士とは、叩っ斬ることと みつけたり。」
印象色为红色和黑色。
SPADA是意大利语“剑”的意思，主题是中世纪和劍。
成绩界面大幅更改。在tricoro中隐藏的FAST/SLOW判定数正式出现，在HARD与EX HARD中失败或在EASY与NORMAL中放弃时，界面中会标示出“DEAD POINT”。20万制分数在本作仅出现在游戏画面中。本作能够与手机应用“e-AMUSEMENT”进行联动，可以上传成绩界面。
奖牌系统中增加铂金奖牌。
- beatmaniallDX 22 PENDUAL（2014年9月17日开始运营）[27]

口号为「時、行き交わう。弐つの振音。」
印象色为白色和红紫色。
PENDUAL是英语单词「Pendulum」（钟摆）和「Dual」（双重）的组合，主题是时间。
画面、系统音乐等主题兼有“现在”、“未来”两种，主题会随着日期更替发生改变。与此同时还加入了只可以在某一主题下游戏的曲目。
增加EX-COMBO、R-RANDOM、EXPAND-JUDGE等等新的游戏设置。
开始使用新的游戏货币“FRICO”代替前作使用的货币“DELLAR”。
2015年2月14日，自Lincle以来废止约2年5个月的EXPERT模式复活。
- beatmaniallDX 23 copula（2015年7月10日開始營運）[28]

口號為「毎日が、輝く自分への始発駅。」
印象色為白色和黃色。「copula」在拉丁語中有連接的意思，主題是火車。
新段位「中伝」登场。 新note类型HELL CHARGE登场。追加了ASSISTED EASY设置与MOVIE PREVIEW机能。
- beatmaniallDX 24 SINOBUZ （2016年10月26日开始运营）[29]

口号为「この音色、世に忍BUZZ。」 印象色为黑色。以忍者为主题，主题颜色会根据星期变化。
追加了遁术系统，机器人 RIVAL，师徒系统，设置初始 Effector 和快速重试等功能。
- beatmaniallDX 25 CANNON BALLERS （2017 年 12 月 21 日开始运营）[30]

口号为 「『音』束に乗れ！享『楽』のレコードライン！」
印象色为绿色，以赛车为主题。
于2017年8月4日进行了场测，后因收到疑似威胁玩家的消息而于8月5日提前终止。
新增加了 TIME HELL 和 ARENA 模式。
框体更换了新版 Windows Embedded 操作系统，并新安装了用于录制玩家操作过程的摄像头。
SINOBUZ 新增的“忍者等级”变为 DJ RANK 并加入了更多细节，更新了每日奖励。
- beatmaniallDX 26 Rootage （2018年11月7日开始运营）[32]

口号为 「ギラつく音で 超えて行け！」
于2018年8月3日到5日在神奈川县的“GAMEシルクハット川崎ダイス店”举行了首次场测。
主题为“图书馆”，印象色为黄黑色。也是 beatmania IIDX 系列 20 周年纪念作。
新增了二维码读取，“辻斬りバトル”（以店铺上位玩家为挑战目标），初始 Note 提示等新功能。重新设计了 STEPUP 模式，Hi-SPEED 调整和结算画面等细节要素。
本作的货币为“BIBL”。
官方为本作制作了离线运营套件，使得本作成为HD化以来第一作可以离线运营的IIDX作品。使用离线运营套件时，默认曲中的大部分版权曲将不能游玩。
- beatmaniaIIDX 27 HEROIC VERSE（2019年10月16日开始运营）[33]

口号为「さぁ、英雄（ヒーロー）になる時間だ。」
于2019年7月12日，在GAME SILK HAT 川崎DICE进行首次场测。
主题为“英雄”。印象色为紫色。
自本作起，在標題畫面中會出現代表角色
新筐体LIGHTNING MODEL登场，取消了登录时的SP/DP选择，LEGGENDARIA正式成为第五难度，添加永世段位，加入新计量表，Clear指示灯变动等。重新设计HI-SPEED系统等。
本作的货币为“CHEER”
- beatmaniaIIDX 28 BISTROVER（2020年10月28日开始运营）[34]

口号为「召しませ、全世界曲（フルコース）。」
于2020年9月14日，在GAME SILK HAT 川崎DICE进行首次场测。
主题为“料理”。印象色为浅蓝色。標題為兩個單詞「Bistro」 和「Rover」的結合
对游戏界面做了大幅更新，旧有的20万分系统被完全废止。在演奏歌曲时会在画面中显示当前曲名及艺术家名
本作的货币为“MOG”
- beatmaniaIIDX 29 CastHour（2021年10月13日开始运营）[35]

口号为「流れる音で、時に乗れ（ストリーム ライディング）。」
于2021年8月13日，在名古屋レジャーランド大高店进行首次场测。
主题为“实况直播”。印象色为橙色。首次將“The ultimate system/next generation beatmania deluxe version”以外的標籤寫入標誌中。
新note类型“マルチスピンスクラッチ(MSS)”登场。新增“判定时机自动调整”功能，以及LIGHTING MODEL限定的“随机谱面扭蛋”
本作的货币为“LISNA”
- beatmania IIDX 30 RESIDENT （2022年10月19日開始运营）[36]

口号为「丗(30)奏、主役の血統(レジデントDJ)は、進化を止めない。」
于2022年8月5日，在GAME SILK HAT 川崎DICE进行首次场测。
IIDX 系列的第30部紀念作，主題為“夜店和駐店DJ”，以水晶或鑽石為基調。印象色为湖水綠
畫面支援fullHD解析度
播放列表功能被移除。取而代之的是十個可自定義的資料夾，每個資料夾最多可容納十首歌曲
聯機對手數量已從五個增加到六個
每日獎勵僅保留星期五、六的效果
本作的货币为“VIBES”
- beatmania IIDX 31 EPOLIS (2023年10月18日开始运营）[37]

口号为「光る近未来都市(EPOLIS)。 鳴らせ新時代。」
于2023年7月28日，在GAME SILK HAT 川崎DICE进行首次场测。
主題為“都市”。以賽博龐克為設計主題。印象色為亮黃色(2023年10月18日开始运营）
針對機體及介面增加更多自訂選項，可自訂按鍵效果、檔板樣式及燈光開關
· beatmania IIDX 32 Pinky Crush (2024年10月9日开始运营）（当前版本）
口号为「 ハイパーチューンのビートでアガれ！」
于2024年7月26日至28日，在SILK HAT 川崎 DICE 店进行场测。
主题为“漫展”，以"cosplay"为主题,，印象色为粉红色。
FREE 模式已被删除，两名玩家一起游玩玩时有FREE PLUS。
在日本地区的街机上，在不启用 PASELI 的情况下玩游戏时，可以选择 PREMIUM FREE 模式的 4 分钟硬币选项；基于硬币的 PREMIUM FREE 在所有其他地区的机体保持不变（10 分钟）。
游戏内货币现在称为 ARRO。

### 家用游戏机作品
均为Playstation 2平台作品。
名称后带“☆”号的作品在KONAMI商店——konamistyle上有限量发售的特别版，KONAMI在家用机上推出了专用控制器以模拟街机版的玩法，官方控制器有两种规格：较廉价的“Konami Official Controllers”（缩写KOC）和价格昂贵但完全还原街机版的“Arcade Style Controllers”（缩写ASC）。同时市面上也有第三方厂商生产的规格和价格都介于KOC和ASC之间的控制器。

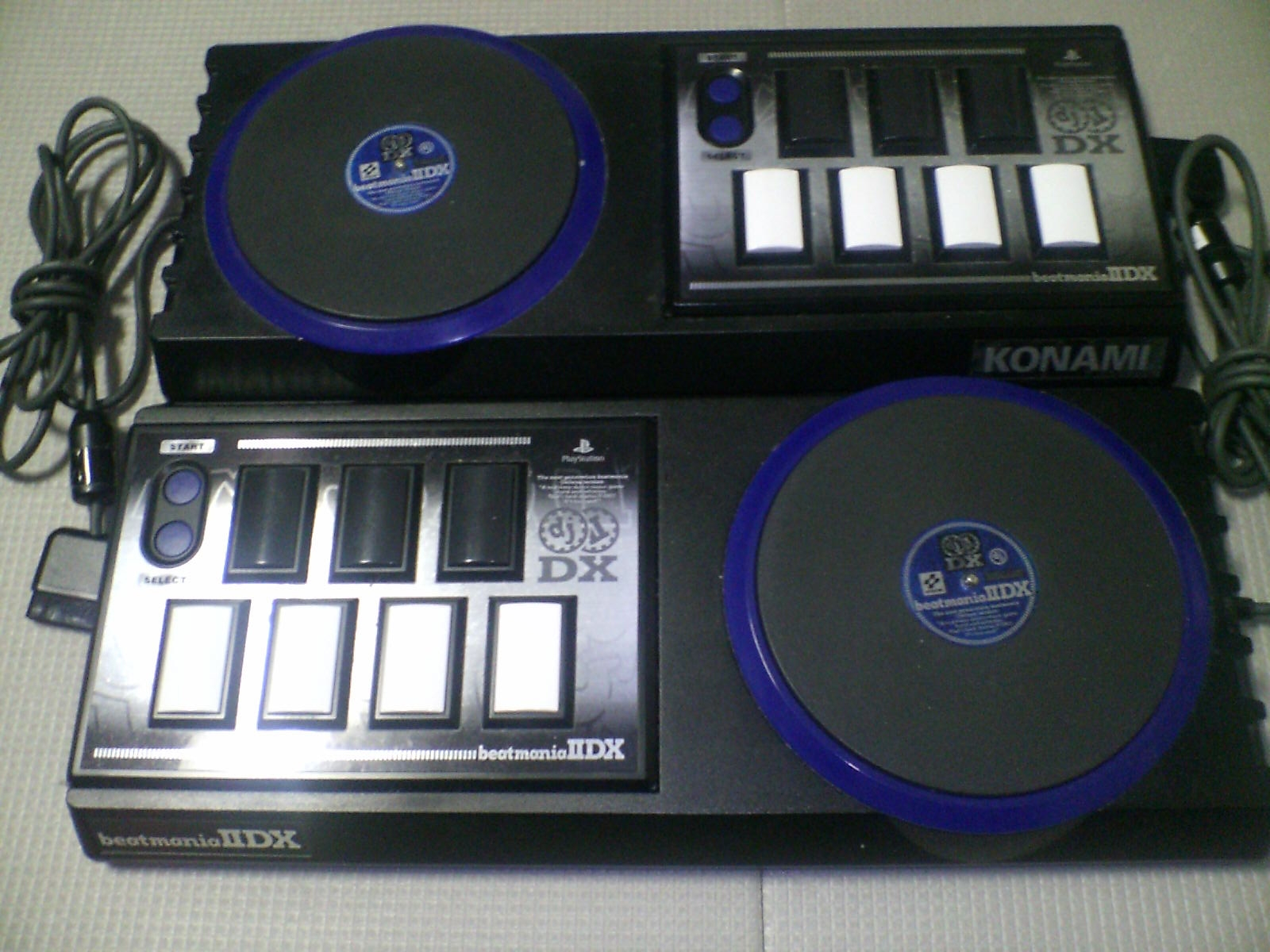
科乐美官方PS2用控制器（KOC）

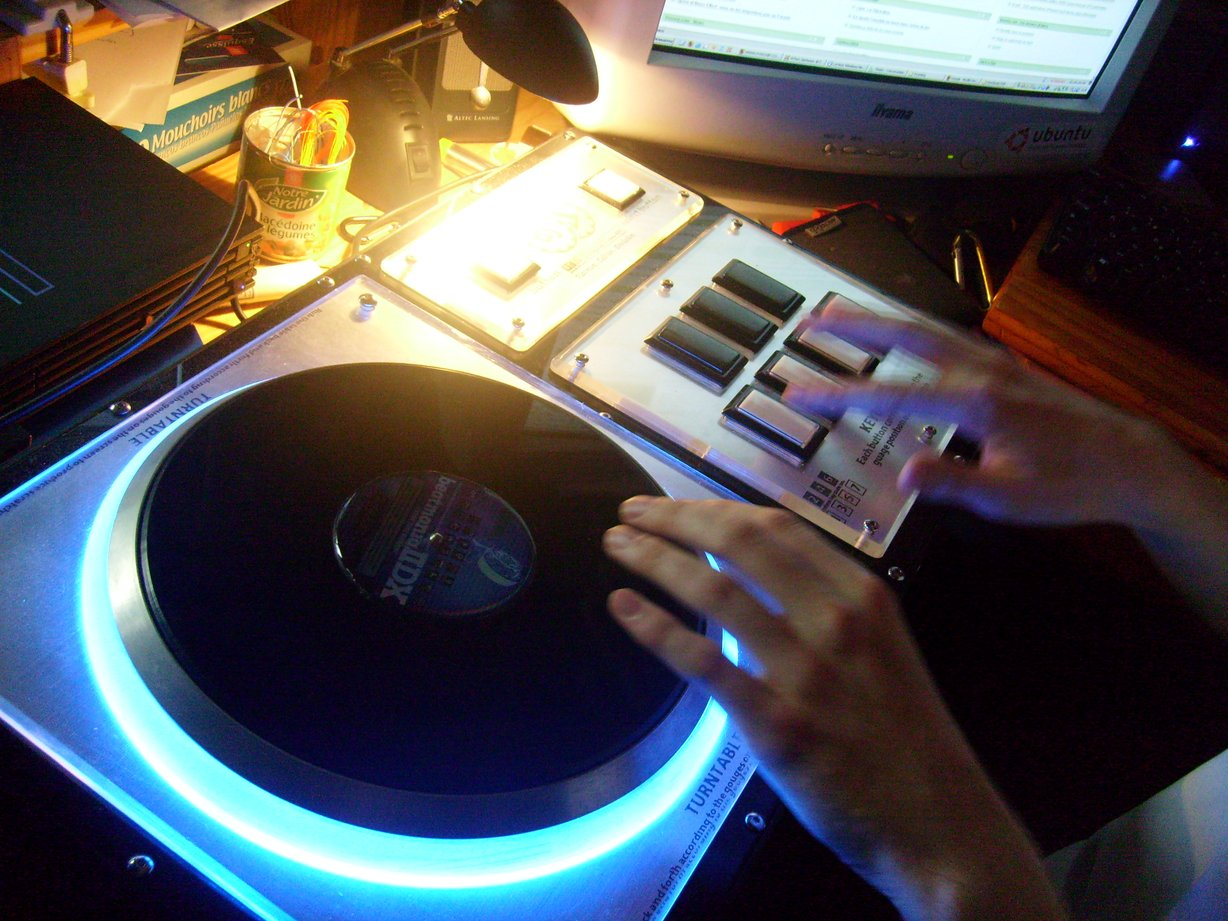
一个第三方生产的家用控制器

- beatmaniaIIDX 3rd style（2000年11月2日发售）
- beatmaniaIIDX 4th style -new songs collection-（2001年3月29日发售）
- beatmaniaIIDX 5th style -new songs collection-（2001年8月30日发售）
- beatmaniaIIDX 6th style -new songs collection-（2002年7月18日发售）
- beatmaniaIIDX 7th style（2004年5月13日发售）
- beatmaniaIIDX 8th style ☆（2004年11月18日发售）
- beatmaniaIIDX 9th style ☆（2005年3月24日发售）
- beatmaniaIIDX 10th style ☆（2005年11月17日发售）
- beatmaniaIIDX 11 IIDX RED ☆（2006年5月18日发售）
- beatmaniaIIDX 12 HAPPY SKY ☆（2006年12月14日发售）
- beatmaniaIIDX 13 DistorteD ☆（2007年8月30日发售）
- beatmaniaIIDX 14 GOLD ☆（2008年5月29日发售）
- beatmaniaIIDX 15 DJ TROOPERS ☆（2008年12月18日发售）
- beatmaniaIIDX 16 EMPRESS + PREMIUM BEST ☆（2009年10月15日发售）

EMPRESS+PREMIUM BEST发售前后，家用版开发团队的核心人物角田利之（L.E.D.）于其部落格等处宣布“本作将是PS2上的最后一作”（「今作がPS2では最後」），一般认为SIRIUS及以后作品将不会再出家用版。而EMPRESS+PREMIUM BEST是家用版作品中唯一有两张光碟组成的作品，其收录的曲目数亦是家用版系列中最多的180首。

### PC 版作品
- beatmania IIDX INFINITAS (2015年12月1日开始运营)

beatmaniaIIDX 16 EMPRESS + PREMIUM BEST 发售 6 年后的首部家用作品，对应Windows PC平台，基于“e-AMUSEMENT CLOUD”服务，系统基于 SPADA。
收录曲以 beatmania IIDX 17 SIRIUS 为主，已加入的玩家可以获得每月更新的乐曲，或是通过购买曲包获得。同时配合发布了新的专用控制器。
2020年8月5日进行了大规模升级，支持120Hz屏幕，并追加了AC PENDUAL及之后的游戏选项，同时追加了一首独占曲《Rejection Girl / BEMANI Sound Team "HuΣeR"》

### 移动端作品
- beatmania IIDX ULTIMATE MOBILE（2019年12月9日发行）

beatmania IIDX 系列登录移动平台（Android）第一作。

## 中国大陆版“狂热节拍IIDX ”

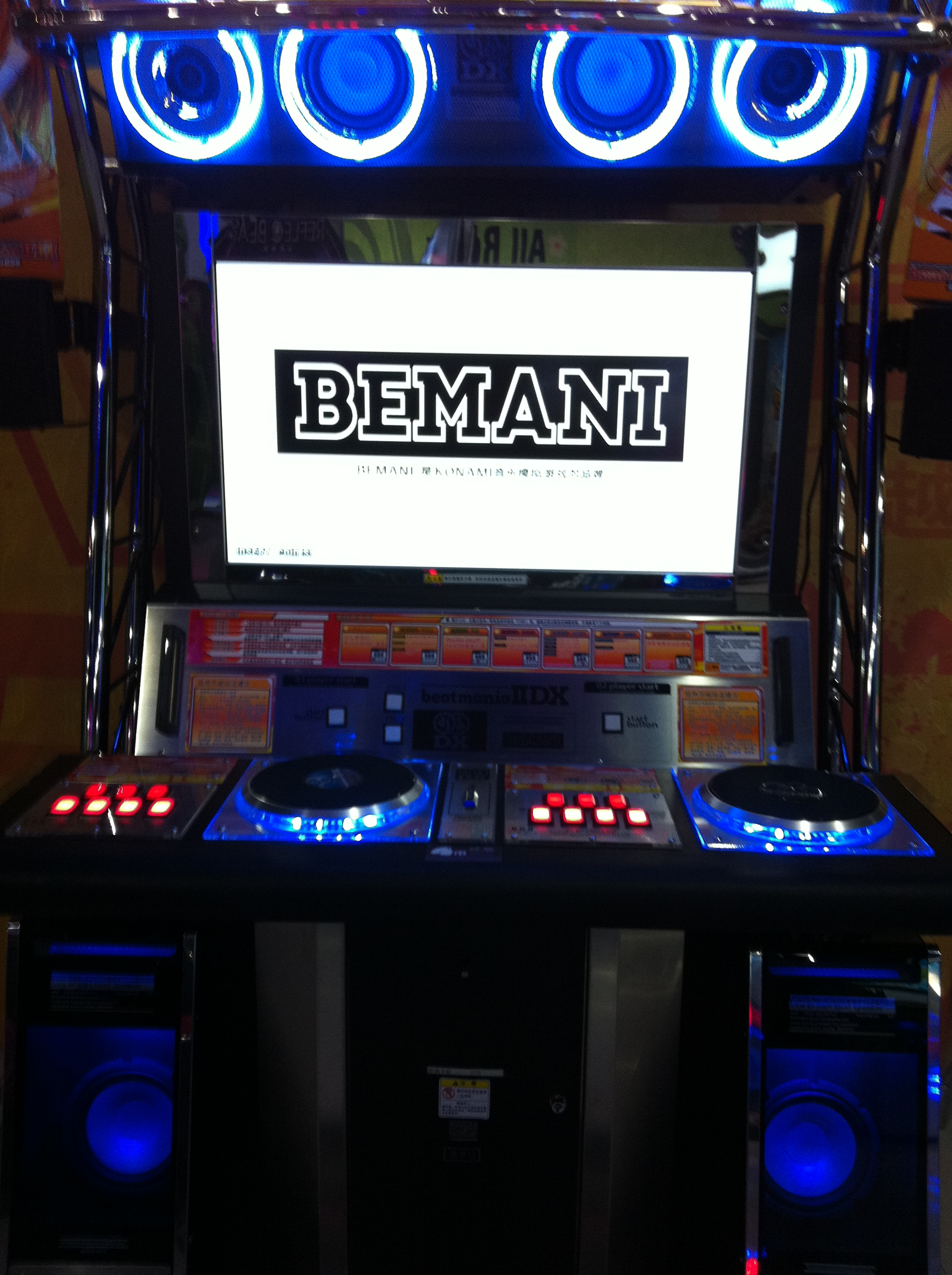
中国大陆版“狂热节拍IIDX”框体

### 狂热节拍IIDX
广州尚莹电子科技有限公司代理，于2011年6月左右开始在中国大陆地区销售。总体基于日版Resort Anthem。
其与日版的差别如下：
硬件方面
- 将位于机台左方的1P玩家的转盘由左手侧移到右手侧（即原beatmania的双右侧转盘配置）。并在游戏界面中对轨道进行相应更改。但游戏美术上的转盘配置图像并没有做更改。
- 移除了效果器及LED显示屏。同时将Effect键改名Ctrl 1键，VEFX键改名为Ctrl 2键。
- 外挂音箱非BOSE品牌。
- 不支持e-amusement服务，因此不设置读卡器。

软件方面
- 标题从“beatmaniaIIDX 18 ResortAnthem”改为“beatmaniaIIDX 狂热节拍IIDX”，无作品代数序号与副标题。
- 软件版本号：JDZ:C:A:A:2011020800
- 界面汉化（但有部分错别字和误译的现象）。
- Beat #1总曲目167首，Beat #2总曲目198首。
- 选曲分类仅保留“按等级分类”、“按首字母分类”及“全曲目（ALL ALPHABET）”与“全难度(ALL DIFFICULTY)”分类。选曲界面中所有曲目均为灰字（包括Resort Anthem收录曲）。
- 默认玩家名为“BMIIDX”（日版为“IIDX18”）。
- 将部分收录曲改为中文歌唱，同时对歌曲演唱者做相应修改（主要是出自日版DDR X2的中文翻唱曲目）。
- 增添两首中文翻唱独占曲。
- Beat #1下没有EXTRA STAGE专用曲并且没有ONE MORE EXTRA STAGE；Beat #2与日版的解禁曲目不同。
- EXPERT MODE（专家模式）下的course曲内容与日版不同，并且没有“里course”。
- 不支持e-Amusement服务，因此相关设置也被删除或屏蔽。

由于上述种种对原版的删减及修改，使得本作在销售之初便遭到IIDX老玩家的强烈批评，认为其严重背离原作。被玩家成为“2BX”。

### 狂热节拍IIDX 2

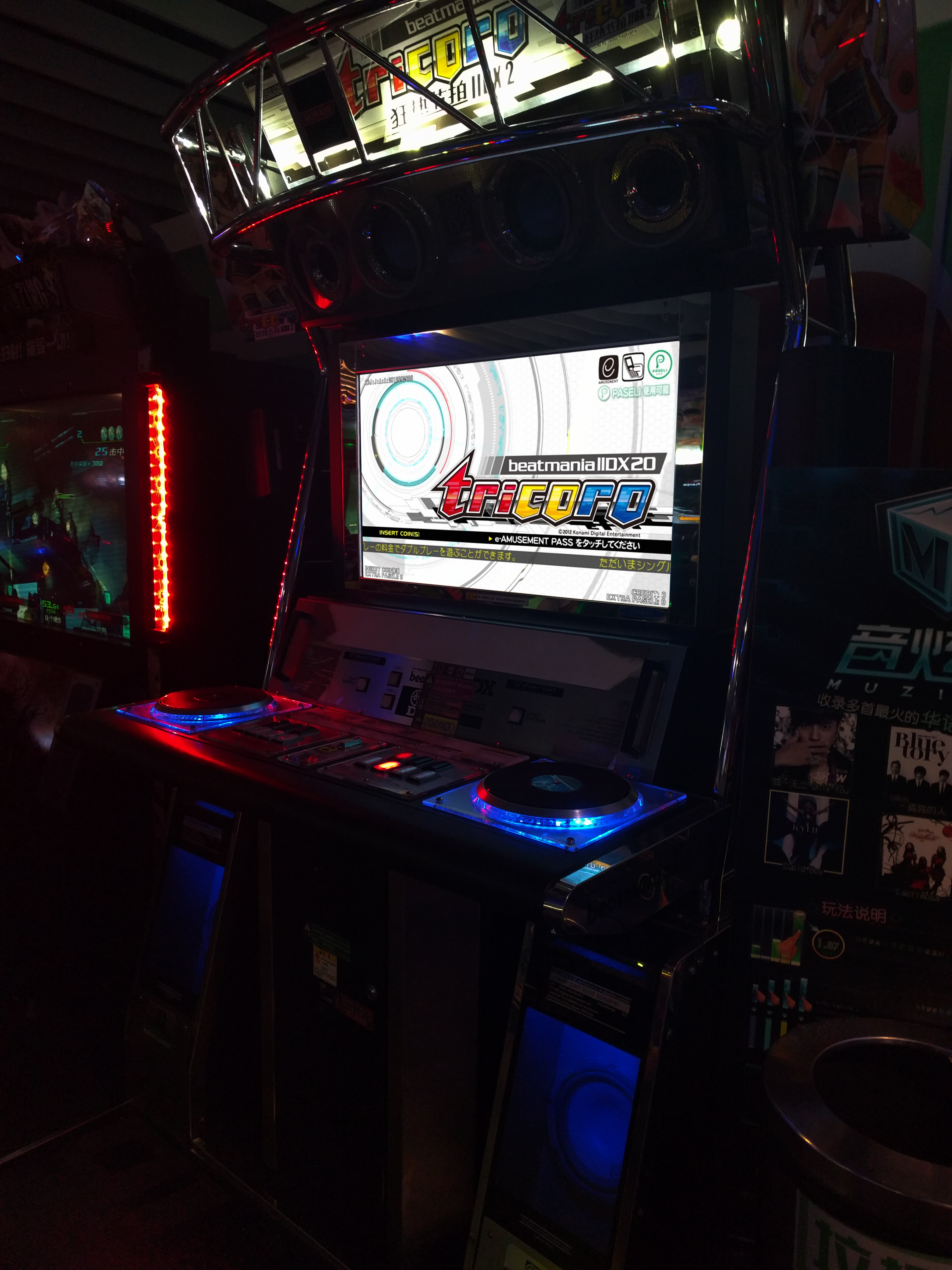
狂热节拍IIDX 2框体（图片经过处理，画面显示为日版tricoro程序）

同样由广州尚莹电子科技有限公司代理，于2013年9月24日左右于2013广州电子游戏产业展（GTI）上首度展出。总体基于日版Lincle。
硬件方面与前一版“狂热节拍IIDX”最大的差别在于将机台左方的1P玩家的转盘由右手侧移到左手侧，使其与海外版的游戏方式基本相同。其他方面未作改动。
软件方面与日版Lincle的差别如下：
- 标题从“beatmaniaIIDX 19 Lincle”改为“beatmaniaIIDX  tricoro 狂热节拍IIDX 2”。使用了tricoro的LOGO，在框体装饰部分也大量采用了tricoro的装饰样式（包括tricoro里的两位看板角色“ツガル”和“シア”）。
- 软件版本号：JDZ:C:B:A:2013083000（此处的代号使用的依然是Resort Anthem的JDZ而不是Lincle的KDZ亦不是tricoro的LDJ），并且仍然保留了Beat #设定。
- 界面汉化:基本沿用前一版“狂热节拍IIDX”的汉化内容，错别字仍未修正。但游戏中VEFX与EFFECT键的表述与日版相同而不是采用前一版“狂热节拍IIDX”中的CTRL 1与CTRL 2（框体上仍为CTRL 1与CTRL 2）。模式选择及曲目选择界面的“咨询台”内容被删除。
- 收录曲方面，收录了截止tricoro初版稼动时收录的所有默认曲目。与前一版“狂热节拍IIDX”不同的是恢复了“按作品分类”的文件夹。有tricoro分类，并且该分类下的曲目字体颜色为金色（即新曲），相反的LINCLE分类下的曲目字体颜色为灰色（即旧曲）。削除曲·复活曲·谱面等级亦是以tricoro为准。
- 部分tricoro曲目的专用BGA被替换成泛用BGA。
- 在日本及海外仍在进行中的“Lincle Link”活动曲默认解禁。
- Category voice使用的是tricoro的人声。
- 默认玩家名为“IIDX”（日版为“IIDX19”）。
- EXPERT MODE（专家模式）下的course曲标题及内容与日版不同。
- STEP UP模式被删除。
- 玩法说明部分的日语语音被移除。
- 段位认定模式的课题曲设置采用的是tricoro的段位认定课题曲。
- 不支持e-Amusement服务，因此相关设置也被删除或屏蔽。

因为其IIDX2是由Lincle和Tricoro结合的，所以也被玩家成为“Lincoro”。